# 1988年夏季奥林匹克运动会自行车比赛
1988年夏季奥林匹克运动会自行车比赛在韩国汉城举行。此次比赛共设九个小项，包括新设立的场地自行车女子竞速赛。共有来自62个国家和地区的422名运动员参加该项目。

## 公路

### 男子
| Event                    | 金牌                                                              | 银牌                                                                                            | 铜牌                                                                  |
| road race （詳細）       | 奥拉夫·路德维希 · 东德（GDR）                                     | 贝恩德·格勒内 · 西德（FRG）                                                                     | 克里斯蒂安·亨 · 西德（FRG）                                           |
| team time trial （詳細） | 东德（GDR） · 扬·舒尔 · 乌韦·安普勒 · 马里奥·库默尔 · 迈克·兰茨曼 | 波兰（POL） · 安杰伊·瑟佩特科夫斯基 · 约阿希姆·哈卢普乔克 · 泽农·亚斯库瓦 · 马雷克·莱希涅夫斯基 | 瑞典（SWE） · 米克尔·拉菲斯 · 安德斯·亚尔 · 比约恩·约翰松 · 扬·卡尔松 |

### 女子
| Event              | 金牌                       | 银牌                      | 铜牌                          |
| road race （詳細） | Monique Knol · 荷兰（NED） | 尤塔·尼豪斯 · 西德（FRG） | Laima Zilporite · 苏联（URS） |

## 场地

### 男子
| Event                       | 金牌                                                                                     | 银牌                                                                        | 铜牌                                                                                |
| points race （詳細）        | Dan Frost · 丹麦（DEN）                                                                  | Leo Peelen · 荷兰（NED）                                                    | Marat Ganeyev · 苏联（URS）                                                         |
| individual pursuit （詳細） | Gintautas Umaras · 苏联（URS）                                                           | 迪安·伍兹 · （AUS）                                                         | 贝恩德·迪特尔特 · 东德（GDR）                                                       |
| team pursuit （詳細）       | 苏联（URS） · Viatcheslav Ekimov · Artūras Kasputis · Dmitry Nelyubin · Gintautas Umaras | 东德（GDR） · 卡斯滕·沃尔夫 · 斯特芬·布洛赫维茨 · 罗兰·亨尼希 · 迪尔克·迈尔 | （AUS） · 斯科特·麦格罗里 · 迪安·伍兹 · 布雷特·达顿 · 韦恩·麦卡尼 · 斯蒂芬·麦格利德 |
| sprint （詳細）             | 卢茨·黑斯利希 · 东德（GDR）                                                              | Nikolay Kovsh · 苏联（URS）                                                 | Gary Neiwand · （AUS）                                                              |
| 1 km time trial （詳細）    | Aleksandr Kirichenko · 苏联（URS）                                                       | Martin Vinnicombe · （AUS）                                                 | 罗伯特·莱希纳 · 西德（FRG）                                                         |

### 女子
| Event           | 金牌                        | 银牌                                   | 铜牌                       |
| sprint （詳細） | Erika Salumäe · 苏联（URS） | 克丽斯塔·卢丁-罗滕布格尔 · 东德（GDR） | Connie Young · 美国（USA） |

## 参赛国家和地区
| - 阿尔及利亚（2） - 安道尔（2） - 安提瓜和巴布达（2） - 阿根廷（7） - （17） - 奥地利（7） - 巴巴多斯（2） - 比利时（6） - 伯利兹（5） - 玻利维亚（1） - 巴西（8） - 加拿大（11） - 开曼群岛（6） - 中国（9） - 中华台北（2） - 哥伦比亚（7） |  | - 刚果民主共和国（4） - 捷克斯洛伐克（13） - 丹麦（9） - 东德（17） - 厄瓜多尔（1） - 芬兰（4） - 法国（16） - 英国（17） - 危地马拉（5） - 圭亚那（2） - 香港（5） - 匈牙利（1） - 伊朗（7） - 爱尔兰（5） - 意大利（18） |  | - 牙买加（3） - 日本（12） - 黎巴嫩（2） - 利比亚（2） - 列支敦士登（3） - 马拉维（4） - 马来西亚（2） - 墨西哥（5） - 摩纳哥（1） - 荷兰（13） - 新西兰（13） - 挪威（5） - 菲律宾（3） - 波兰（11） - （1） - 韩国（15） |  | - 苏联（18） - 西班牙（13） - 苏里南（1） - 瑞典（8） - 瑞士（9） - 特立尼达和多巴哥（2） - 阿拉伯联合酋长国（6） - 美国（19） - （1） - 乌拉圭（3） - 委内瑞拉（4） - 越南（1） - 西德（15） - 南斯拉夫（6） - 津巴布韦（2） |

## 奖牌榜
| 排名 | 国家／地区 | 金牌 | 银牌 | 铜牌 | 總數 |
| ---- | ---------- | ---- | ---- | ---- | ---- |
| 1    | 苏联       | 4    | 1    | 2    | 7    |
| 2    | 东德       | 3    | 2    | 1    | 6    |
| 3    | 荷兰       | 1    | 1    | 0    | 2    |
| 4    | 丹麦       | 1    | 0    | 0    | 1    |
| 5    |            | 0    | 2    | 2    | 4    |
| 5    | 西德       | 0    | 2    | 2    | 4    |
| 7    | 波兰       | 0    | 1    | 0    | 1    |
| 8    | 瑞典       | 0    | 0    | 1    | 1    |
| 8    | 美国       | 0    | 0    | 1    | 1    |